# ケイン (鞭)
ケイン(cane)は木や竹を削って作られる短い笞（むち）を指す英語。

## 概要
もともとcaneは植物の茎(特に籐やラタンの類)を指し、細く弾力のある植物を指していた。古代中国や古代日本でも刑罰に用いられており、革紐など取り付けた鞭とは別に笞（ち）、杖（じょう）と言った木の棒が用いられていた。ケインは軽く取り回しがしやすいために武器というよりは刑罰やお仕置きに用いられた。非力な人でも扱いやすいうえに鋭い痛みを与えられるのでイギリスでは伝統的に学校や家庭でのお仕置きに使用された。ケインで叩く事をケイニングという。人権意識の発達によりケインは使用されなくなったが、BDSMプレイの一環としてスパンキングにも用いられる、主に木や繊維強化プラスチック (FRP) で作られた棒状の笞に名前を残している。
アメリカのプロレス興行において竹刀の事を「シンガポール・ケイン」と呼称している場合がある。